# Mola di Bari
Mola di Bari is een gemeente in de Italiaanse provincie Bari (regio Apulië) en telt 26.388 inwoners (31-12-2004). De oppervlakte bedraagt 50,8 km², de bevolkingsdichtheid is 519 inwoners per km².
De volgende frazioni maken deel uit van de gemeente: San Materno, Cozze.

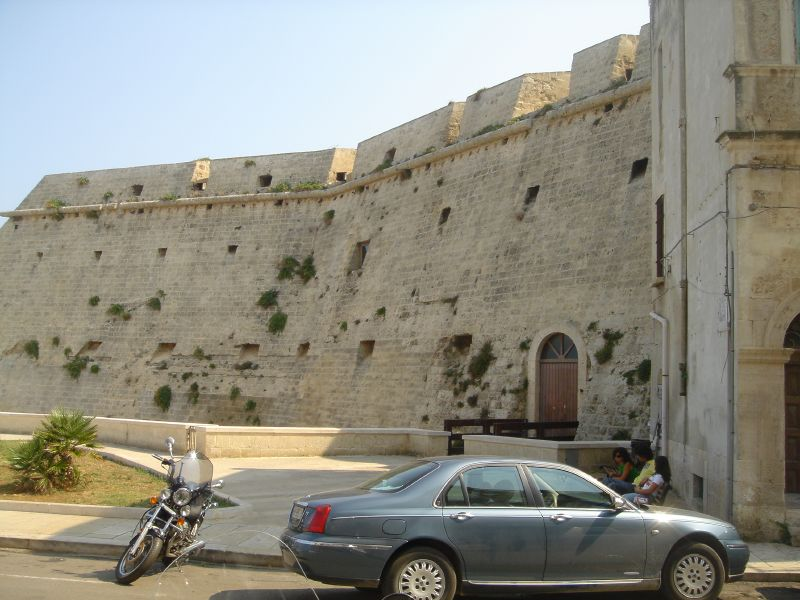
Kasteel van Mola
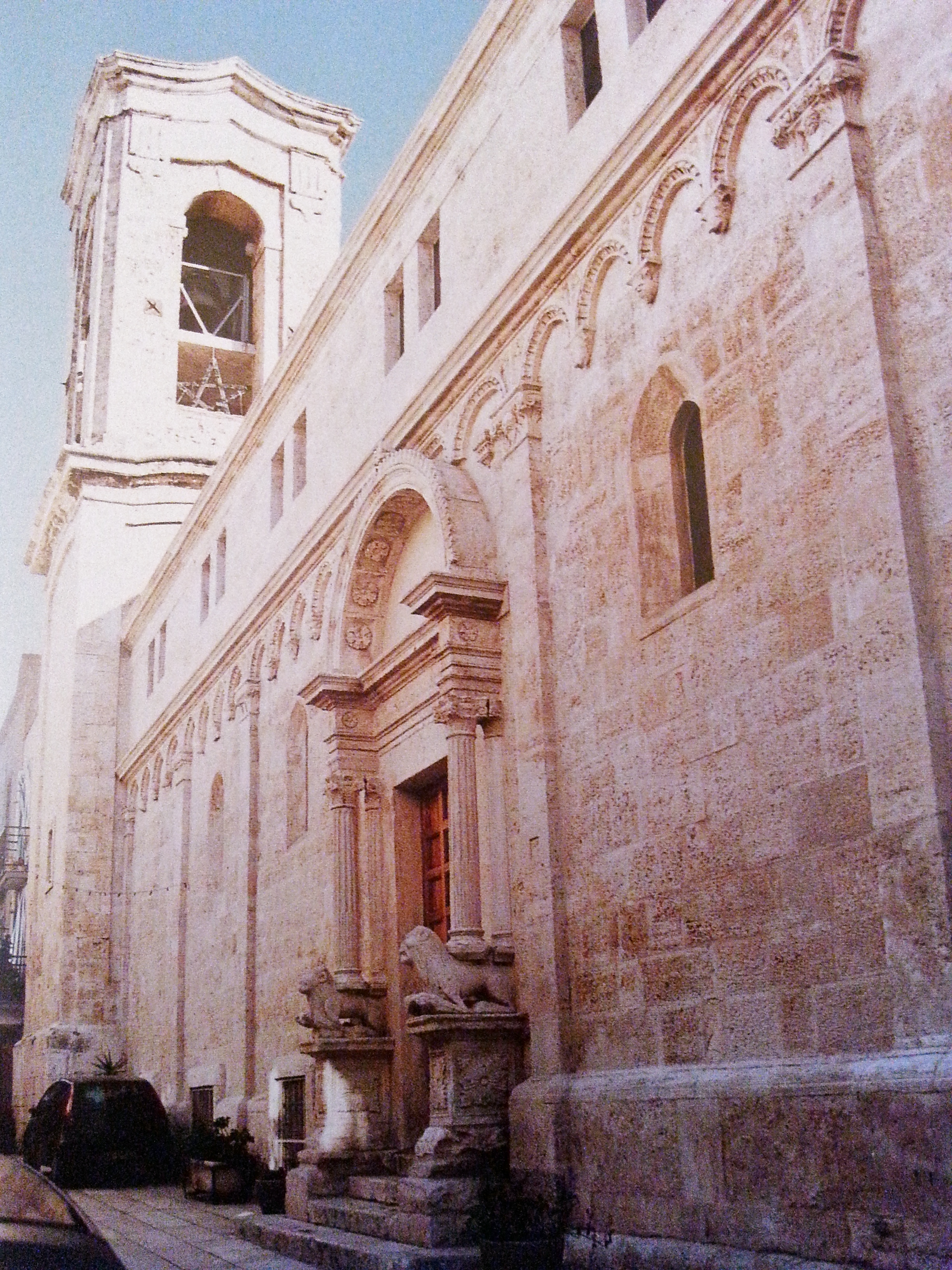
Kerk in Mola di Bari
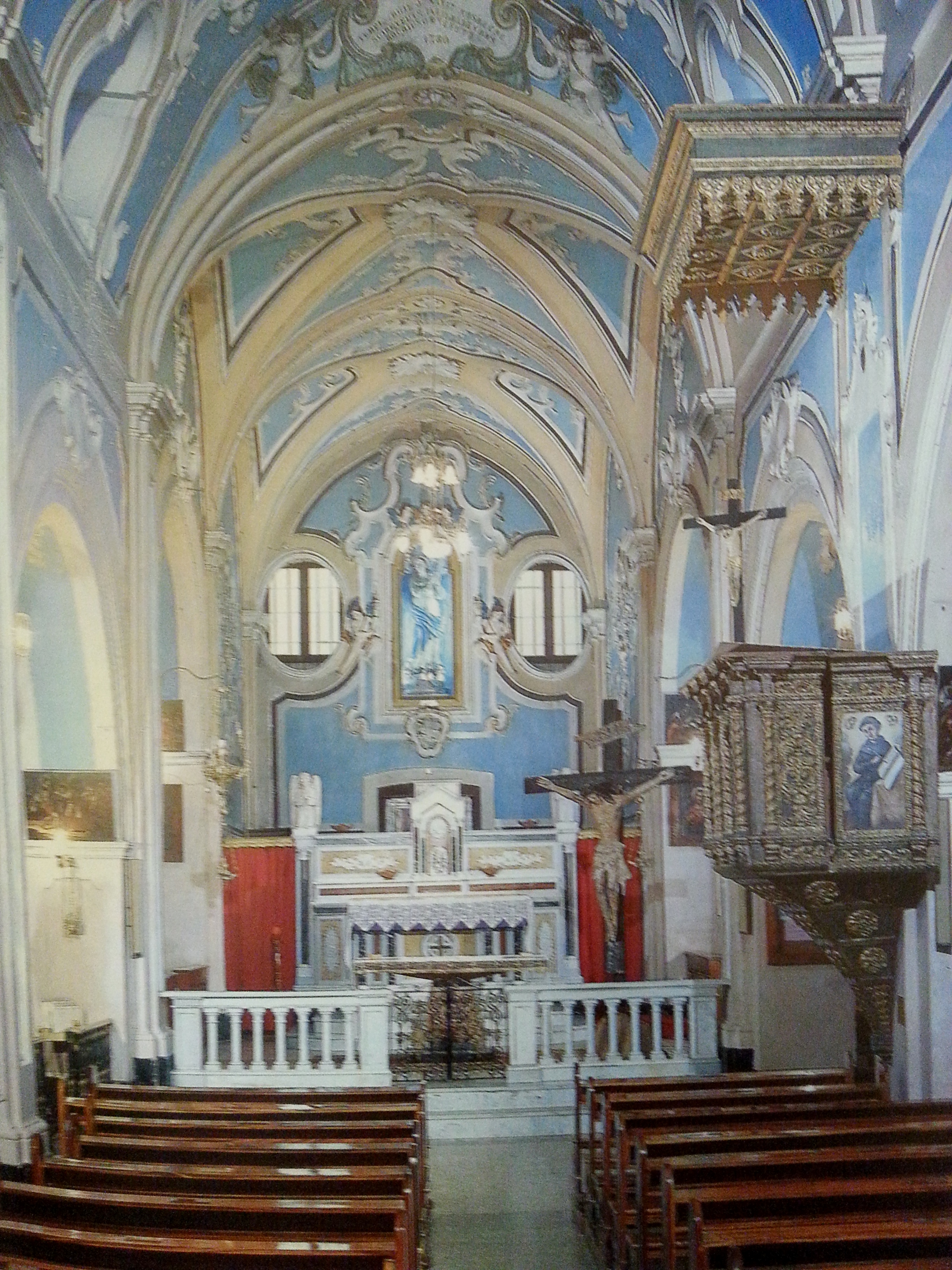
Interieur van de kerk van Sant'Antonio
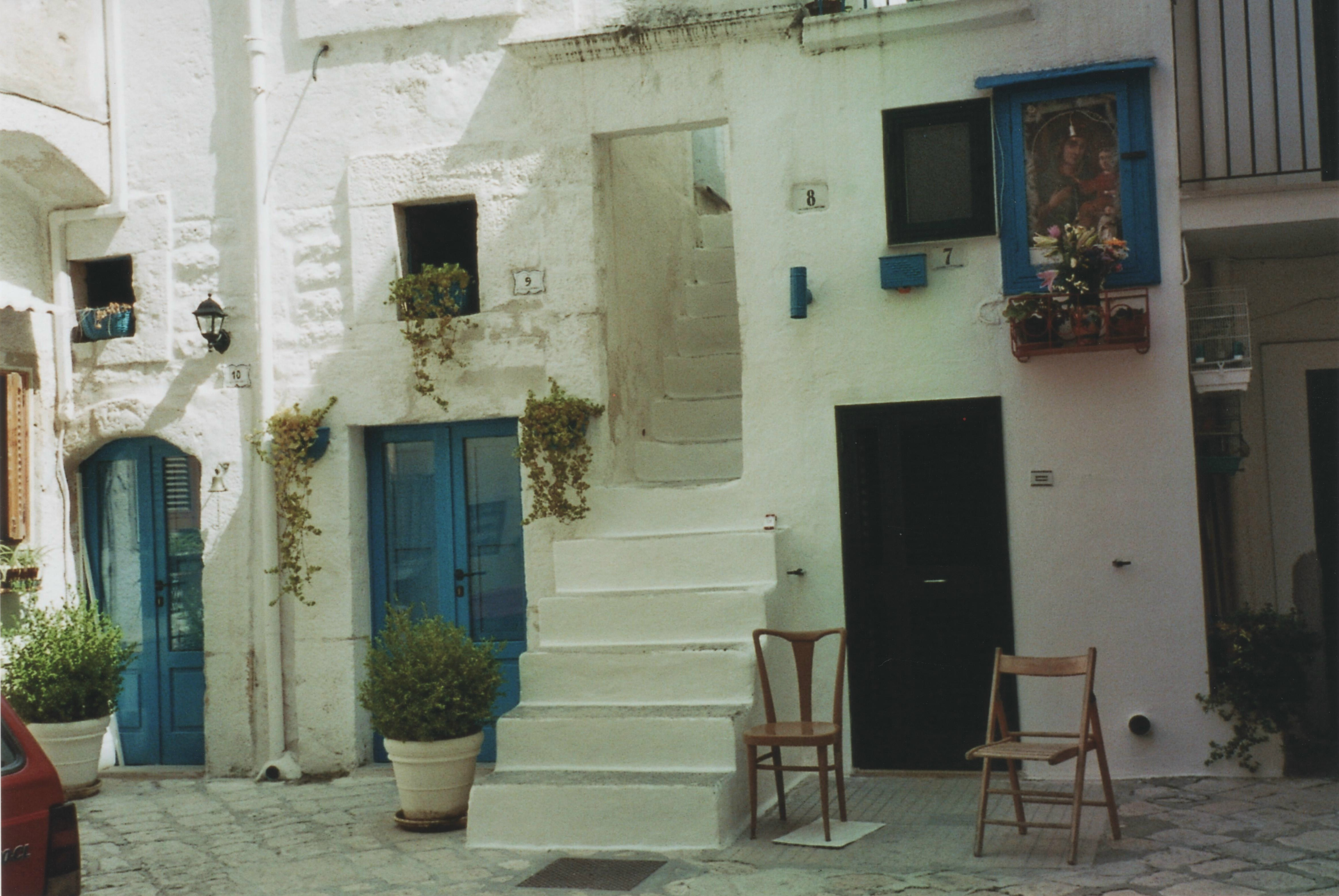
Huis in Mola di Bari

## Demografie
Mola di Bari telt ongeveer 9435 huishoudens. Het aantal inwoners steeg in de periode 1991-2001 met 0,3% volgens cijfers uit de tienjaarlijkse volkstellingen van ISTAT.
| Jaar | Inwoneraantal |
| ---- | ------------- |
| 1991 | 25.847        |
| 2001 | 25.919        |

## Geografie
De gemeente ligt op ongeveer 5 meter boven zeeniveau.
Mola di Bari grenst aan de volgende gemeenten: Bari, Conversano, Noicattaro, Polignano a Mare, Rutigliano.